# San Joaquín (Kolumbia)
San Joaquín – miasto w Kolumbii, w departamencie Santander.